# Anthony Beckman
Pour les articles homonymes, voir Beckman.
Anthony "Tony" Beckman , né le 3 avril 1903 et mort à une date inconnue est un coureur cycliste sur piste, spécialiste des courses de six jours.

## Biographie
Il est originaire de  Secaucus.
Deuxième du championnats des États-Unis sur route amateur en 1921, il passe professionnel fin 1922. Il prend le départ des Six jours de Chicago 1922, associé à Peter Drobach. Il gagne 6 matches pendant la saison 1923. En 1924, il finit second des Six Jours de New York associé avec Oscar Egg. En 1926, il finit second des Six Jours de New York avec Carl Stockholm.
En 1926, il fait une tournée en Europe, il termine deuxieme des Six Jours de Berlin associé avec Ray Eaton,. Il bat Fred Spencer, Piet van Kempen et  Reggie McNamara dans une course aux points à New York. 
En 1927, il se classe troisième des Six Jours de New York avec Otto Petri et enlève les Six Jours de Détroit avec Gérard Debaets,.
En 1928, il gagne les Six Jours de Chicago toujours avec Gérard Debaets, ; et termine deuxième des Six Jours de New York avec Gaetano Belloni. Il remporte la course du 1/3 de mile de la série des 24 courses des Championnats de vitesse des États-Unis,. Il est deuxième de ce championnat en juillet,, premier en août,,.
En 1929, il termine 3e des Six Jours de New York avec  Gaetano Belloni. En 1930, il enlève les Six Jours de Chicago avec Gérard Debaets, finit second des Six Jours de New York avec Norman Hill et participe au Six Jours de Paris avec Harry Horan. Classés neuvième, Beckman se retire de la course en raison de maux d'estomac. Il est 5e au classement des Championnats de vitesse des États-Unis,.
En 1935, il enseigne la musique pour gagner sa vie,.

## Palmarès sur route
- 1921
  - 2e des Championnats des États-Unis de cyclisme sur route amateur

## Palmarès sur piste
- 1924
  - 2e des Six Jours de New York avec Oscar Egg

- 1926
  - 2e des Six Jours de New York avec Carl Stockholm
  - 2e des Six Jours de Chicago avec Charles Winter
  - 2e des Six Jours de Boston avec Robert Walthour Junior
  - 2e des Six Jours de Berlin avec Ray Eaton

- 1927
  - Six Jours de Détroit avec Gérard Debaets
  - 3e des Six Jours de New York avec Otto Petri

- 1928
  - Six Jours de Chicago avec Gérard Debaets
  - 2e des Six Jours de New York avec  Gaetano Belloni
  - 3e des Six Jours de Chicago avec Franco Giorgetti

- 1929
  - 3e des Six Jours de New York avec  Gaetano Belloni

- 1930
  - Six Jours de Chicago avec Gérard Debaets
  - 2e des Six Jours de New York avec Norman Hill

- 1932
  - 3e des Six Jours de Toronto avec Laurent Gadou

- 1934
  - 3e des Six Jours de Pittsburgh avec Reginald McNamara
  - 3e des Six Jours de Milwaukee avec Mike Defilippo et Charles Winter